# Karl-IV.-Denkmal (Tangermünde)

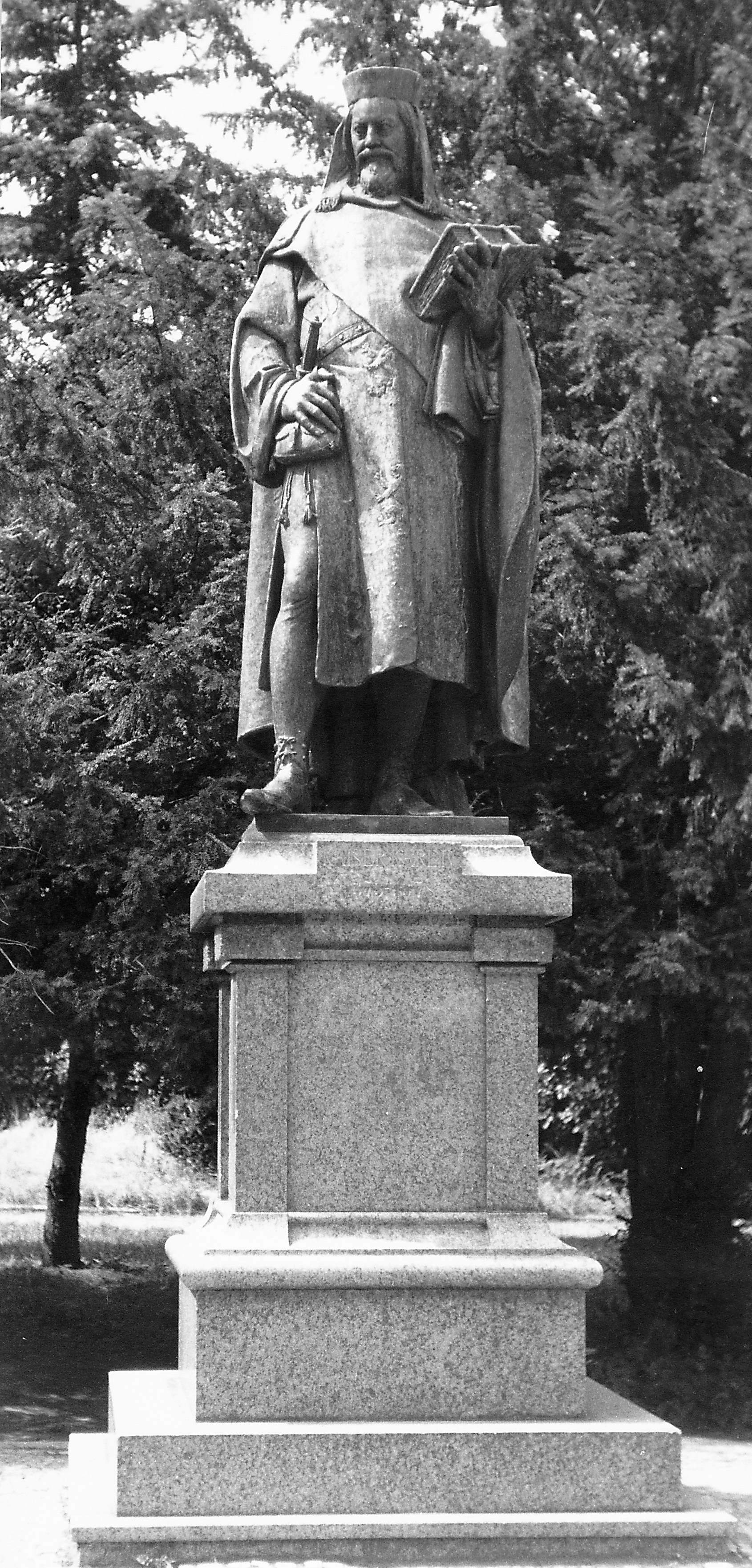
Denkmal 1986

Das Denkmal für Kaiser Karl IV. in Tangermünde in Sachsen-Anhalt wurde zum Gedenken an Kaiser Karl IV. geschaffen. Es befindet sich im Garten der Burg Tangermünde.

## Gestaltung

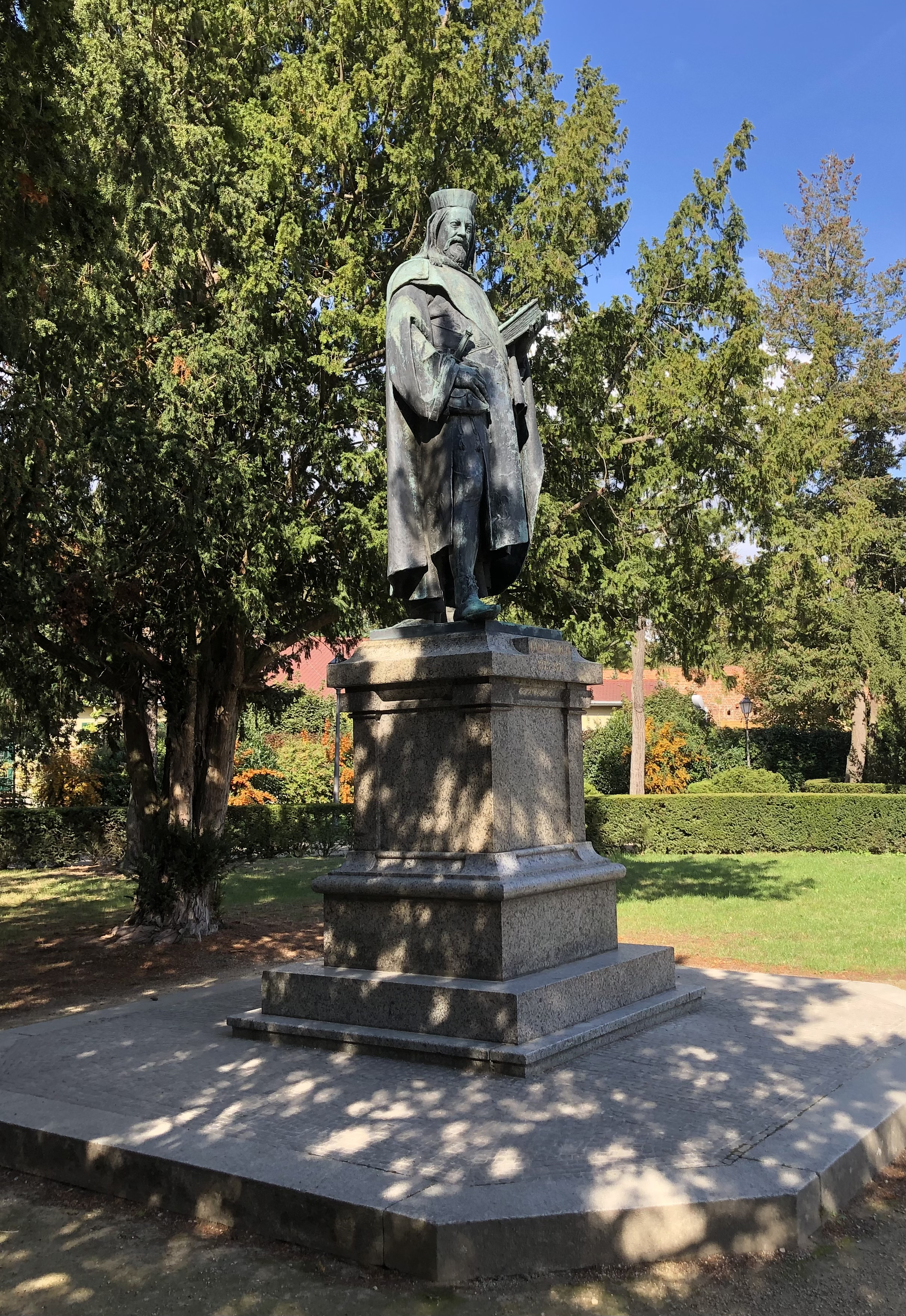
Denkmal für Kaiser Karl IV. in Tangermünde im Jahr 2022

Das Denkmal besteht aus einer auf einem steinernen Sockel stehenden Statue Karls IV. Seine Rechte ruht auf der Geldbörse, die die mit Karl IV. assoziierten Eigenschaften Wohlstand und Sparsamkeit symbolisiert. In der Linken hält er das 1375 verfasste Landbuch, in dem in seinem Auftrag wirtschaftliche und gesellschaftliche Strukturen erfasst wurden. Auf dem Sockel zu Füßen der Statue befindet sich die Inschrift:
Die Jahreszahlen beziehen sich auf die Regierungszeit Karls IV. über die Mark Brandenburg bzw. dessen zeitweiligen Aufenthalt in der Burg Tangermünde. Die Verfügungsgewalt hatte er mit dem Vertrag von Fürstenwalde von 1373 erhalten und übte sie bis zu seinem Tod 1378 aus. 1373 bezog er die Burg Tangermünde, die fortan ein wichtiges Zentrum seiner Macht darstellte.

## Geschichte
Die Errichtung des Denkmals im Jahr 1900 war ein Geschenk des Deutschen Kaisers Wilhelm II. an die Stadt Tangermünde. Die Statue ist eine Replik des im Jahr 1899 durch Ludwig Cauer für die Berliner Siegesallee geschaffenen Denkmals.